# Dave Amato
David Paul «Dave» Amato (3 de marzo de 1953) es un músico estadounidense, multiinstrumentista, popular por ser el guitarrista de la banda REO Speedwagon desde mayo de 1989. Otros artistas y bandas con los que ha trabajado incluyen a Ted Nugent, Black Oak Arkansas, Richie Sambora y Cher.

## Discografía
con Ted Nugent
- Little Miss Dangerous
- If You Can't Lick 'Em...Lick 'Em

con Jimmy Barnes
- For The Working Class Man
- Freight Train Heart
- Barnestorming

con Richie Sambora
- Undiscovered Soul

con REO Speedwagon
- The Earth, a Small Man, His Dog and a Chicken
- Building the Bridge
- Find Your Own Way Home
- Not So Silent Night...Christmas with REO Speedwagon

con Mastedon
- It's a Jungle Out There!
- Lofcaudio
- 3